# Gal Ritchie
Gal Ritchie (* 3. Mai 2001 in England) ist eine britische Pornodarstellerin.

## Leben
Ihr Name ist inspiriert von dem renommierten britischen Regisseur Guy Ritchie, der für seine klassischen Gangsterfilme bekannt ist und den sie sehr bewundert. Sie begann ihre Karriere in der Erotikbranche im Jahr 2023 im Alter von 22 Jahren. Sie hat bisher in 174 Filmen und Webszenen mitgespielt. 
Im Juli wurde sie einer breiteren Öffentlichkeit bekannt als eine große Werbetafel aus dem Las Vegas Strip Werbung für ihre OnlyFans Website machte. Die Werbetafel war an der vielbefahrenen Kreuzung Resorts World Ave. and South Las Vegas Blvd positioniert -direkt neben dem Las Vegas Convention Center. Sie hat mehr als 340.000 Follower auf Instagram.

## Auszeichnungen
- 2025: AVN Award als Best New Starlet[1]
- 2025: AVN Award in der Kategorie Best Foursome/Orgy Scene in 20 For 20 (zusammen mit Angela White, Cherie DeVille, Alexis Fawx, Monique Alexander, Luna Star, Ryan Reid, Queenie Sateen, Kira Noir,  Kayley Gunner, Abigaiil Morris, Lily Lou, JMac, Manuel Ferrara, Mick Blue, Keiran Lee, Van Wylde, Alex Jones, Ricky Johnson, Scott Nails, Hollywood Cash & Isiah Maxwell)[1]
- 2025: XRCO Award: Winner: New Starlet

## Nominierungen
- 2024: AVN Award - Nominee: Fan Award: Hottest Adult Newcomer
- 2025: AVN Award - Nominee: Best All-Girl Group Sex Scene, Rule Of Three (2024)
- 2025: AVN Award - Nominee: Best Boy/Girl Scene, Overachiever (2023)
- 2025: AVN Award - Nominee: Best Solo/Tease Performance, Fucking Machines 106140 (2024)
- 2025: AVN Award - Nominee: Best VR Group Sex Scene, Once and Four All with Liz Jordan (2024)
- 2025: XMA Award - Nominee: Favorite New Performer

## Filmografie (Auswahl)
- 2025: Pigalle
- 2025: Brazzers Podcast
- 2025: Cul-de-Sex 6
- 2025: Naughty Book Worms Vol. 61
- 2025: Her Slut Era
- 2025: Husband-Wife Strap Spitroasts
- 2025: Risky Pleasures 2
- 2025: Priceless Memento
- 2025: Play 7
- 2025: Threesome Fantasies 15
- 2025: Up Close 5
- 2025: Caught Fapping Vol. 11
- 2024: Look At Her Now 13
- 2024: Crazy College GFs Vol. 9
- 2024: Gold Diggers
- 2024: Creampie Cuties 11
- 2024: Cum Swapping Threesomes 5
- 2024: Dream Cum True 3
- 2024: Hardcore Bombshells 3
- 2024: My TS Stepmom 7
- 2024: Nice Panties
- 2024: She Is Bossy
- 2024: Tight Fit: Jovan Jordan 4
- 2024: We're The Taylors
- 2024: When Girls Play 55
- 2023: Interracial Hotwives